# Mathias Bähr

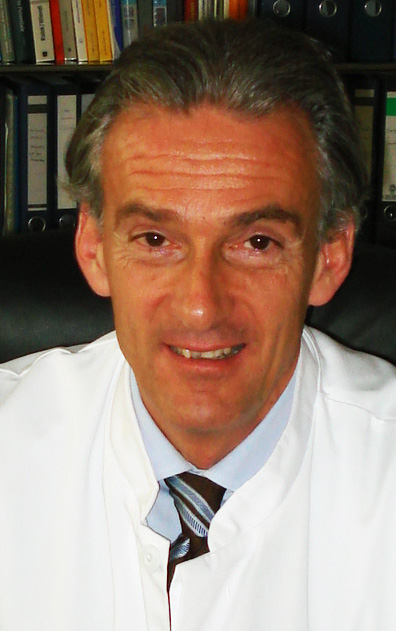
Mathias Bähr (2016)

 Mathias Bähr  (* 24. Januar 1960 in Mainz) ist ein deutscher Neurologe und Neurowissenschaftler.

## Leben
Nach dem Abitur in Stuttgart studierte Mathias Bähr Humanmedizin in Tübingen und promovierte über ein neuropathologisches Thema am Institut für Hirnforschung bei Jürgen Peiffer. Nach klinischen und wissenschaftlichen Ausbildungsstationen am Universitätsklinikum Düsseldorf, dem Max-Planck-Institut für Entwicklungsbiologie in Tübingen und der Washington University in St. Louis war er Leiter einer neurobiologisch-molekularbiologischen Arbeitsgruppe am Max-Planck-Institut für Entwicklungsbiologie in Tübingen. An der Neurologischen Universitätsklinik Tübingen erhielt er seine Facharztausbildung, habilitierte sich und war als Oberarzt, leitender Oberarzt und Stellvertreter des Klinikdirektors Johannes Dichgans bis 2001 tätig. Seit 2001 leitet er die Klinik für Neurologie an der Universitätsmedizin der Georg-August-Universität Göttingen.

## Forschung
Klinische und wissenschaftliche Schwerpunkte sind die Erforschung der zellulären und molekularen Grundlagen von De- und Regenerationsprozessen im adulten Nervensystem und die Entwicklung neuer, neuroprotektiver Therapiestrategien für die Multiple Sklerose, die Parkinson-Krankheit sowie den Schlaganfall. Er ist einer der Sprecher des DFG-Forschungszentrums und Exzellenzclusters Center for Nanoscale Microscopy and Molecular Physiology of the Brain (CNMPB). Er ist Autor und Ko-Autor von mehr als 300 wissenschaftlichen Veröffentlichungen und Herausgeber (Editor in Chief) der Zeitschrift ‚Molecular and Cellular Neuroscience‘.

## Mitgliedschaften
- Mitglied der Deutschen Nationalakademie der Naturforscher  Leopoldina[5]
- Mitglied des Kuratoriums der Gertrud-Reemtsma Stiftung
- Mitglied des Beirates der German-Israeli-Foundation (GIF, 2007–2015)
- Fellow of the Royal Academy of Physicians
- Präsident der Neurowissenschaftlichen Gesellschaft (2007–2009)
- Mitglied der Akademie der Wissenschaften zu Göttingen
- Mitglied im Lenkungsausschuss des Internetportals das Gehirn
- Mitglied im Vorstand des DZNE-Göttingen
- Sprecher des European Neuroscience Institutes (ENI) Göttingen
- Editor der Zeitschrift Molecular and Cellular Neuroscience
- Section Editor der Zeitschrift Experimental Neurology

## Ehrungen und Preise
- Attempto-Preis der Universität Tübingen[6]
- Förderpreis des Kuratorium ZNS und der Hannelore-Kohl-Stiftung[7]
- Herrmann und Lilly Schilling Stiftungsprofessur
- Heinrich Pette-Preis der Deutschen Gesellschaft für Neurologie

## Schriften (Auswahl)
- mit E. Kilic, G. P. H. Dietz und D. M. Herrmann (2002): Intravenous TAT-Bcl-XL is protective when delivered before and after middle cerebral artery occlusion in mice. In: Annals of Neurology. 52(5):617–22.
- mit Michael Frotscher (2003): Neurologisch-topische Diagnostik: Anatomie – Funktion – Klinik. 8. Auflage. Thieme, Stuttgart; 10. Auflage 2014.
- mit R. Diem, M. B. Sättler, D. Merkler, I. Demmer, K. Maier, C. Stadelmann und H. Ehrenreich (2005): Combined therapy with methylprednisolone and erythropoietin in a model of multiple sclerosis. In: Brain. 128:375–85.
- mit Doeppner TR, Bretschneider E, Doehring M, Segura I, Sentürk A, Acker-Palmer A, Hasan MR, Elali A, Hermann DM  (2011): Enhancement of endogenous neurogenesis in ephrin-B3 deficient mice after transient focal cerebral ischemia. In: Acta Neuropathologica. 122(4):429–42.
- mit Sühs KW, Hein K, Sättler MB, Görlitz A, Ciupka C, Scholz K, Käsmann-Kellner B, Papanagiotou P, Schäffler N, Restemeyer C, Bittersohl D, Hassenstein A, Seitz B, Reith W, Fassbender K, Hilgers R, Heesen C und Diem R. (2012): A randomized, double-blind, phase 2 study of erythropoietin in optic neuritis.In: Annals of Neurology. Aug;72(2):199–210.